# Step
Step és un programa simulador de fenòmens físics en 2D lliure que forma part del projecte Kdeedu de l'escriptori KDE. El programa va ser desenvolupat per Vladimir Kuznetsov i iniciat el febrer de 2007. Va ser llançat juntament amb KDE 4.1. Està disponible sota els termes de GNU General Public License, així que és programari lliure.

## Descripció
Step es basa en els cossos i forces col·locats per l'usuari:
- Els cossosvan des de petites partícules a polígons enormes, i cada cos té propietats úniques que influeixen en els resultats de la simulació, com massa i velocitat, i, les seves derivacions com l'energia cinètica.
- Les forces poden ser col·locades directament per l'usuari o produïdes per l'addició de gravetat, forces elèctriques o altres efectes.

El programa també compta amb molles i cossos tous.
Step permet modificar el problema després de la simulació, de manera que l'usuari pot modificar els cossos i forces i veure com afecten els resultats de la simulació. Tots els cossos i forces també es pot modificar en temps real.
El programari permet a l'usuari afegir gràfics i mesuradors i configurar perquè qualsevol propietat de qualsevol cos. Així, els gràfics de velocitat vs temps o acceleració vs temps es poden representar i mostrar fàcilment. Així, els gràfics dels projectils, del moviment harmònic simple i d'altres experiments estàndard es poden representar fàcilment.
Addicionalment, existeix una proposta de desenvolupament de programari educatiu i implementació de programari lliure de Colòmbia, coneguda com a Projecte Step.